# Programa urgent de caces

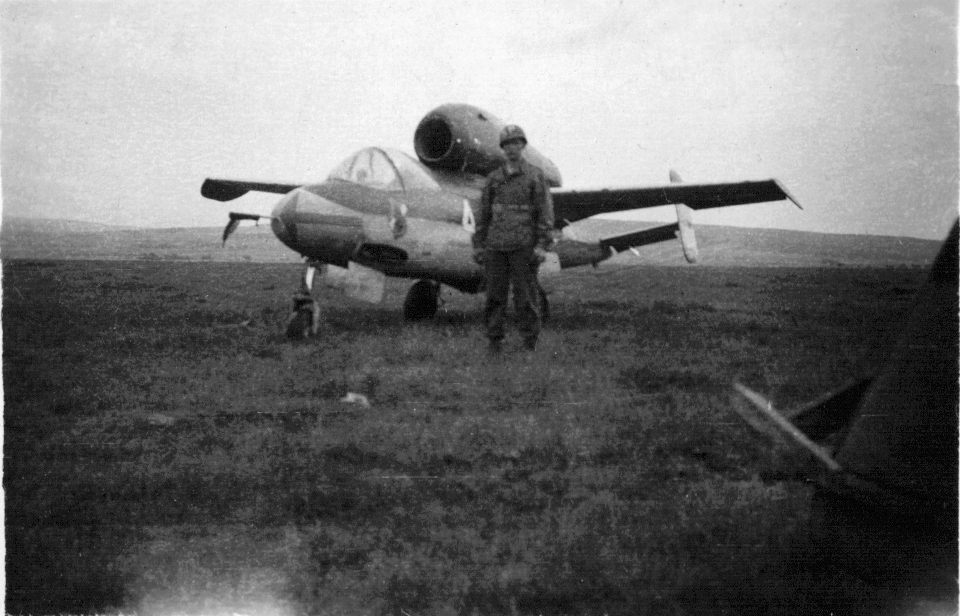
Soldat americà al costat d'un He 162 Volksjäger capturat al final de la guerra.

El Programa urgent de caces: (alemany: 'Jägernotprogramm') fou un programa desenvolupat per la Luftwaffe i la indústria aeronàutica alemanya al final de la Segona Guerra Mundial quan les ciutats d'Alemanya estaven sent bombardejades diàriament pels bombarders aliats.

## Història
El programa va consistir en un canvi d'estratègia de les forces aèries del Tercer Reich destinat a concentrar l'esforç dels enginyers i dels industrials en la producció del nombre més gran possible de caces destinats a interceptar les onades de bombarders enemics que gairebé cobrien els cels d'Alemanya a l'època. La implementació d'aquest programa fou tan urgent i contundent que portà a la indústria aeronàutica alemanya a gairebé suspendre la producció d'avions d'atac, bombardeig i reconeixement que recolzaven les operacions de l'exèrcit del Tercer Reich, ja pràcticament vençut a tots els fronts.
El Programa de Caça d'Emergència s'implementà el juliol de 1944 i donà als enginyers aeronàutics alemanys l'oportunitat d'experimentar noves tecnologies tot i les penúries econòmiques de l'última fase de la guerra.

## Fases
Abans de 1944 els industrials alemanys ja havien fabricat avions de baix cost i simplificats. Un d'aquests fou el Messerschmitt Me 163 "Komet" (Cometa). A partir de l'estiu del 1944 però, la producció d'aquests tipus d'aparells va cobrar una nova urgència. Entre els més representatius cal esmentar: 

### Volksjäger
L'setembre de 1944 la Luftwaffe va exigir als industrials la producció d'un Volksjäger (Caça del Poble) que hauria de ser produït en massa utilitzant els menors recursos possibles. El Volksjäger havia de ser un avió ràpid, de baix cost i relativament fàcil de volar, àdhuc per membres de les Joventuts Hitlerianes ràpidament entrenats en planadors. Després d'una competició de disseny que va afectar gairebé totes les fábriques d'avions alemanyes, l'avió elegit com a "Volksjäger" fou el He 162 "Spatz" (Pardal) de la fàbrica Heinkel. El primer prototip del He 162 volà al desembre de 1944.

### Altres projectes
En el marc del Programa de Caça d'Emergència es varen provar tècniques totalment noves, com l'ala de geometria variable del Messerschmitt P. 1101 o avions que desapegaven verticalment, com el Bachem Ba 349, aquest darrer altament perillòs per al pilot.
L'imminent final de la guerra, però, va fer que molts d'aquest aparells no anessin més enllà de la fase de projecte o de prototip. Quan les fàbriques foren capturades pels aliats es varen trobar diversos models d'aquests avions fabricats in extremis, en diferents fases de producció.